# Balisiowie

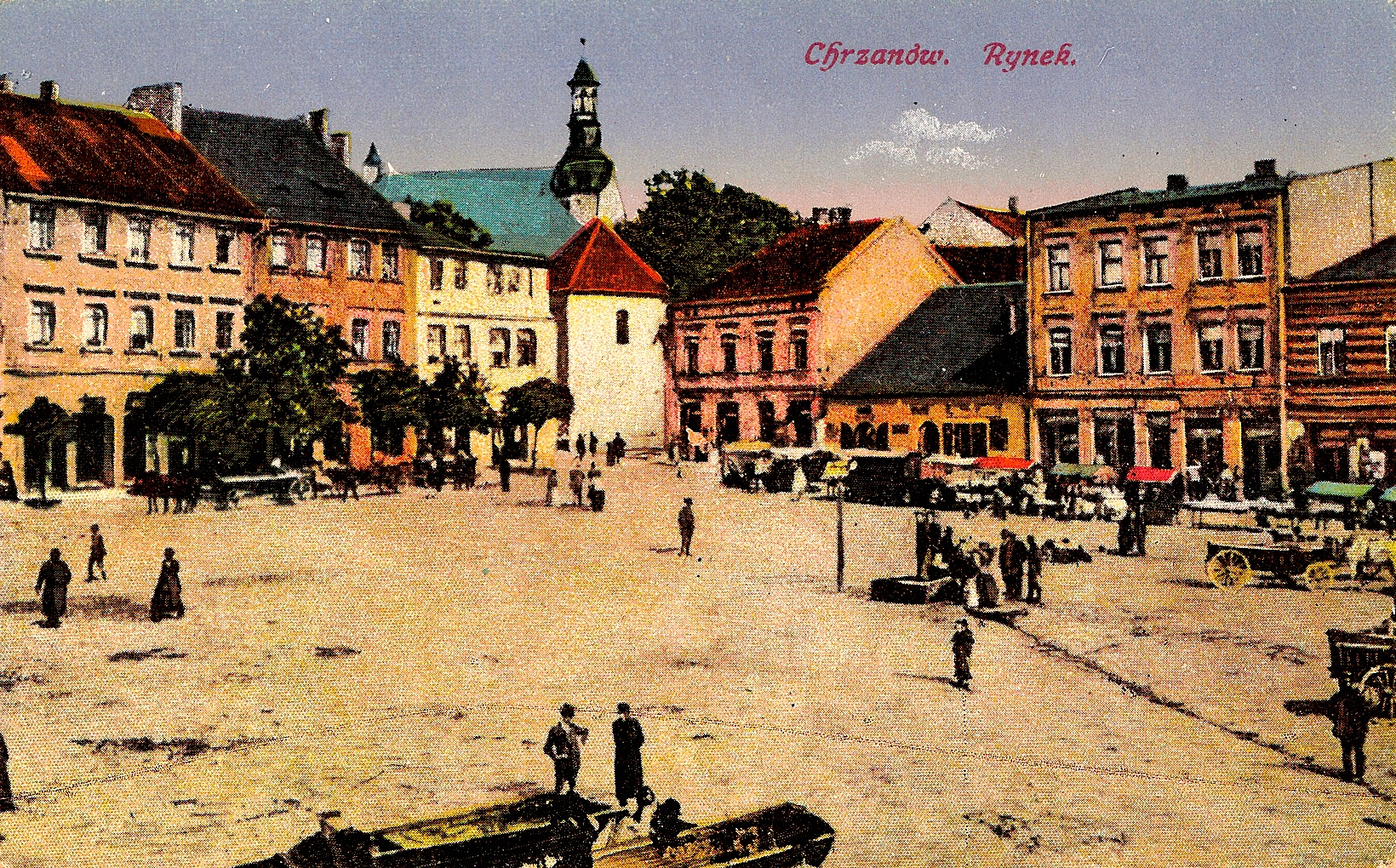
Dom Balisiów (2. na prawo od dzwonnicy) przy chrzanowskim Rynku, pocz. XX w.

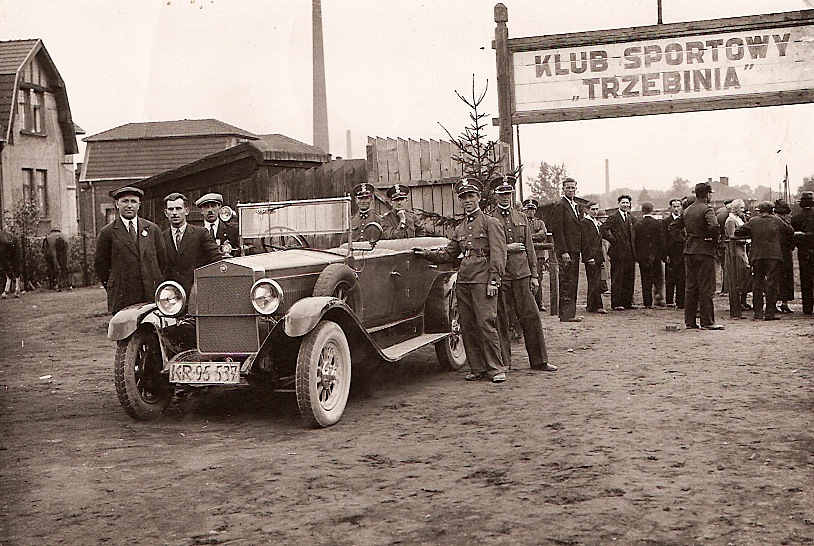
Jan Baliś (1. z lewej), Trzebinia, ok. 1935 r.

Balisiowie – jedna ze znanych rodzin chrzanowskich, tzw. cabańskich, czyli według niepotwierdzonej źródłowo lokalnej ustnej tradycji, wywodzących się od ludności napływowej, która miała osiedlić się w Chrzanowie i jego okolicach podczas najazdu Mongołów w XIII w. Istniejące księgi parafii rzymskokatolickiej św. Mikołaja w Chrzanowie zawierają najwcześniejsze z zachowanych danych o członkach tej rodziny. Jednymi z pierwszych jej przedstawicieli, o których zachowały się dane na piśmie są Wojciech Baliś (ok. 1686-1753) i jego syn  Wojciech Baliś-Balisiński (ok. 1728-1790). W spisie rajców i ławników chrzanowskich z lat 1701-1800 znajdujemy jego syna, Jacentego Balisia-Balisza-Balisieńskiego-Baliszewskiego. A w wykazie właścicieli realności według wykazu hipotecznego z czasów Wolnego Miasta Krakowa (1825 r.) figurują trzy rodziny Balisiów w Chrzanowie. Rodzina Balisiów do lat 20. XX w. używała zamiennie kilku form nazwiska: Baliś, Balisz, Balisiński, Baliszewski. Stabilizacja pisowni, która nastąpiła w latach 20. XX w., doprowadziła do przyjęcia pisowni nazwiska Baliś, chociaż część rodziny optowała za pisownią Balisz (np. st. sierżant Leon Balisz, żołnierz Legionów Piłsudskiego), a niektórzy wybrali rzadką dziś formę nazwiska, Balisiński.
Jednym z najbardziej znanych przedstawicieli rodu był ławnik chrzanowski Jacenty Baliś, syn wspomnianego już Wojciecha, który wsławił się w 1793 r. podpisaniem protestu do Konfederacji Województwa Krakowskiego przeciw gwałtom zadanym obywatelom Chrzanowa przez oddział kawalerii narodowej stacjonujący w miasteczku. Oryginał dokumentu z jego podpisem znajduje się dzisiaj w zbiorach Polskiej Akademii Umiejętności w Krakowie. Jacenty Baliś zmarł podczas epidemii cholery w 1831 r. Jego syn Jan (1803-1872) prowadził wieloletni spór prawny z władzami miejskimi, które nakazały rozebranie podcieni kamienicy Balisiów przy chrzanowskim Rynku. Syn Jana, Kazimierz Baliś (1831-1905) pod koniec XIX w. był zmuszony do sprzedaży rodzinnej kamienicy Balisiów z powodu złej kondycji finansowej familii. Z zachowanych dokumentów dowiadujemy się również, iż nie odbył służby w wojsku austriackim i że wsławił się aż trzema ożenkami, z których wywodzi się dziś znakomita większość potomków Balisiów na terenie Chrzanowa i okolic, a także w USA, dokąd wyemigrował w 1912 r. jeden z jego synów, Kazimierz Młodszy (1888-1969).
Inny z jego synów, Piotr Starszy (1872-1955) pozostał w Chrzanowie, piastując stanowisko prezesa Chrzanowskiego Towarzystwa Pszczelarskiego i biegłego sądowego w Sądzie Grodzkim. Był zatrudniony w C.K. Kolejach Państwowych, od 1919 r. w PKP. Jego syn Jan był członkiem POW, a w latach 1919-1921 walczył w I Dywizji Legionów na froncie wschodnim. Czterej synowie Piotra Starszego wzięli udział w wojnie obronnej w 1939 r.: Jan (1898-1965), Andrzej (1900-1985), Piotr Młodszy (1905-1988) i Ludwik (1907-1979), który walczył w jednostce pancernej na południu kraju. Jan został internowany na Węgrzech, Piotr Młodszy, biorący udział w obronie Lwowa, pojmany przez Sowietów w Brzeżanach, najpierw został wywieziony do Starobielska w ZSRR, później przekazany został Niemcom i do swej brawurowej ucieczki w 1944 r. więziony w Stakendorf koło Kilonii. W latach 80. XX w. został odznaczony Medalem Za udział w wojnie obronnej 1939.